# Phil Walker
Phillip B. Walker, detto Phil (Filadelfia, 20 marzo 1956), è un ex cestista statunitense, professionista nella NBA.

## Carriera
Venne selezionato dai Philadelphia 76ers al settimo giro del Draft NBA 1976 (117ª scelta assoluta) e dai Washington Bullets al secondo giro del Draft NBA 1977 (39ª scelta assoluta).

## Palmarès
- Campionato NBA: 1

Washington Bullets: 1978